# Fondaco Motta
Fondaco Motta è un centro abitato di 151 abitanti di Motta Camastra, comune italiano della città metropolitana di Messina in Sicilia.

## Geografia fisica
Sorge a 500 metri dalle Gole dell'Alcantara ed in prossimità dell'ultima Gurna dell'Alcantara. 

## Origini del nome
Come altre omonime località isolane, Fondaco Motta deve il suo nome alla presenza in loco di un fondaco (in siciliano, a seconda delle varianti locali, fùndacu, fùnnaccu, fùndicu o fùnducu). Il termine deriva dall'arabo funduq 'magazzino, osteria, albergo' o ancora 'deposito di merci', a sua volta prestito dal greco πανδοχεῖον ο πάνδοχος.

## Storia
La frazione nacque ad inizio '900 dopo la creazione della centrale Enel ivi ubicata ed ebbe un notevole sviluppo edilizio toccando nel suo momento di massimo sviluppo i 300 abitanti.
Dopo la grossa emigrazione degli anni '60 e '70 il centro abitato si andò spopolando toccando negli anni '80 il minimo storico di 98 abitanti. La borgata ha avuto negli anni '90 e 2000 una sensibile crescita demografica.

## Monumenti e luoghi d'interesse
- Chiesa di Santa Maria di Lourdes[3] 37°53′21.47″N 15°09′50.17″E.
- Parco fluviale dell'Alcantara: nella località è presente l'accesso principale comunale mediante una lunga scalinata o ascensori privati[4].
- Gole dell'Alcantara: a Fondaco Motta ricade la più importante delle Gole dell'Alcantara, lunga 6 km e percorribile facilmente per i primi tre[5].

## Infrastrutture e trasporti
La frazione è concentrata sulla strada statale 185 di Sella Mandrazzi.